# Svedjeholmen (vid Sandnäs udd, Raseborg)
För andra betydelser, se Svedjeholmen (olika betydelser).
Svedjeholmen är en ö i Finland. Den ligger i Finska viken och i kommunen Raseborg i den ekonomiska regionen  Raseborg i landskapet Nyland, i den södra delen av landet. Ön ligger omkring 72 kilometer väster om Helsingfors.
Öns area är 8,2 hektar och dess största längd är 460 meter i öst-västlig riktning.